# Granulärt material

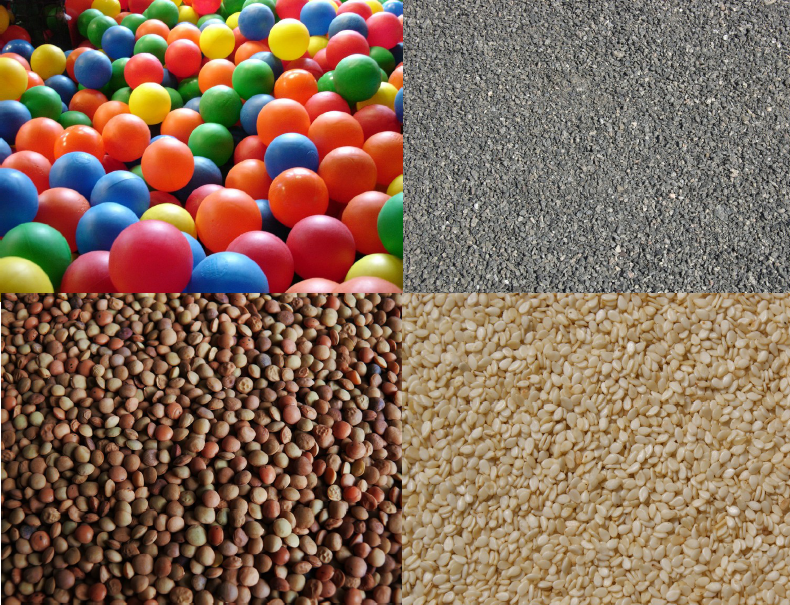
Exempel på några granulära material: bollhavsbollar, grus, linser och sesamfrön.

Ett granulärt material är ett ämne som utgörs av ett stort antal enskilda fasta partiklar som är så många att egenskaperna för materialet domineras av de för mängden karaktäristiska egenskaperna (bulkegenskaperna) och inte de egenskaper som förknippas med varje enskild partikel. Partiklarna är också så pass stora (makroskopiska) att man kan bortse från enskilda molekylers rörelser. Granulära material är näst efter vatten de material som används mest inom industrin. Dessa material är ofta ämnen i gryn- eller kornform och några exempel på granulära material är sand, grus, omättad jord (friktionsjord) och snö, men andra exempel kan vara 10 000 kålhuvuden eller asteroiderna i asteroidbältet.
Granulära material är varken fasta, flytande eller gasformiga material, men de delar egenskaper med dem. Likväl skiljer de sig från mer homogena material på flera sätt:
- Energi tenderar att avledas när partiklarna interagerar (särskilt genom friktion).
- Om materialet skakas kan det fördela sig skevt, gärna med större partiklar överst (avblandning).
- Materialet tenderar att fastna i flaskhalsar.
- Materialet kan rasa och bilda rasvinklar.

När man pratar om granulära material som gods kallas det ofta bulkgods.

## Historia

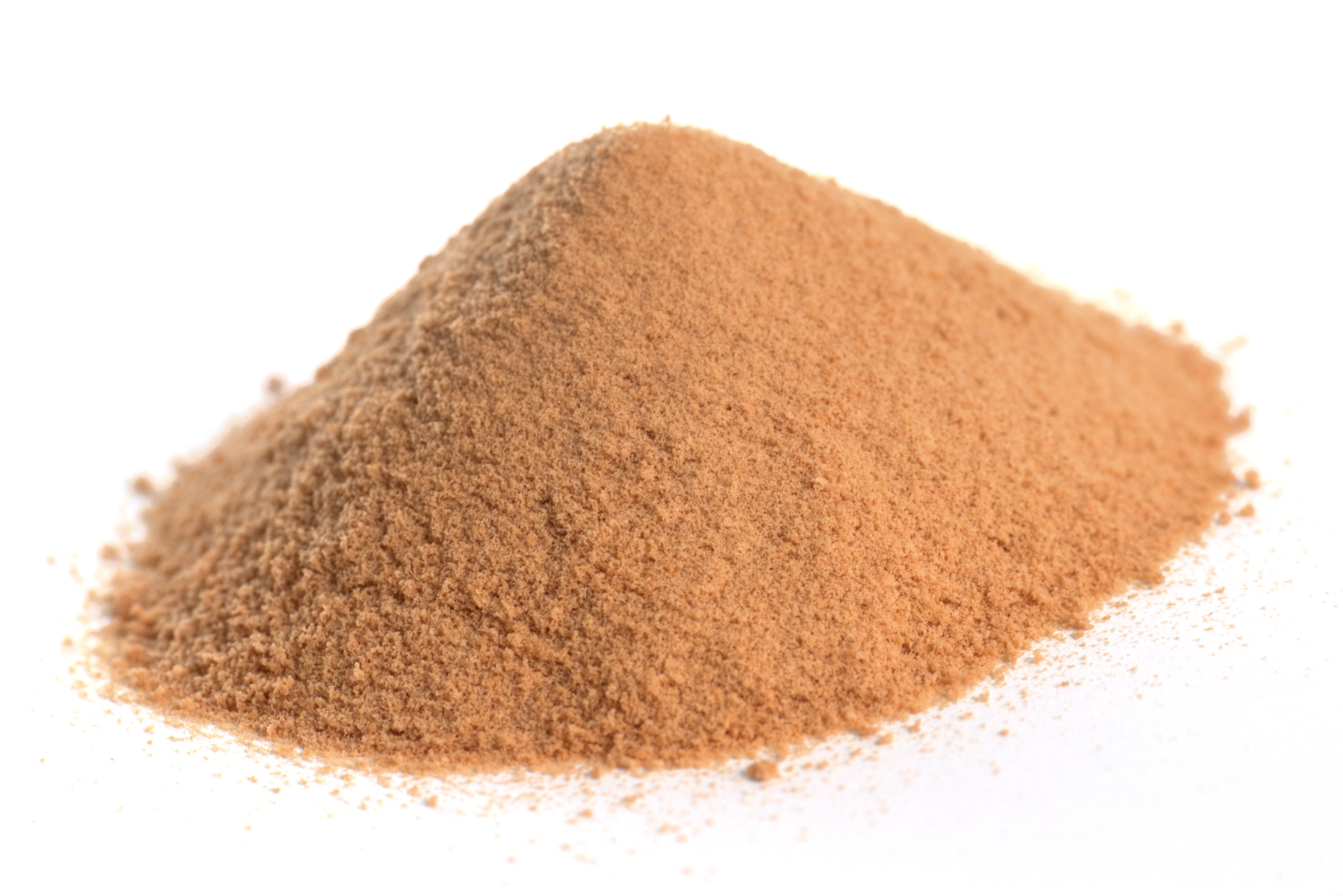
En hög tanninpulver visar på den karaktäristiska konformen som granulära material antar när de hälls i hög.

Studiet av granulära material har funnits sedan antiken, men har inte erhållit samma uppmärksamhet som andra områden inom fysiken. Det tidigaste kända inom detta ämne kommer från den romerska poeten Lucretius som år 55 skrev:
| ” | Du kan fånga vallmofrön med en sked lika enkelt som i fallet med vatten och genom att luta skeden, flöda de kontinuerligt. | „ |

Under renässansen gjorde Leonardo da Vinci experiment som demonstrerade granulära material som uppvisade torr friktion.
Ralph Alger Bagnold var en av pionjärerna inom granulära material och med sand som blåser.
Under 18- och 1900-talen har personer som Leonard Euler, Michael Faraday, Osborne Reynolds och Charles Coulomb bidragit till ämnet. Under 1900-talet förekom denna vetenskapsinriktning främst som tillämpad ingenjörskonst där bland annat forskning i jordmekanik under 1960-talet bidrog till att förbättra utformningen på silor. Under 1980- och 1990-talen upplevde den dock en renässans och blev ett mycket populärt område.
Idag (2010) finns det många olika modeller för granulära material som passar olika bra för olika förhållanden, men det är ett område som det fortfarande forskas mycket inom. Datorsimulering av olika metoder som använts i hög grad under början av 2000-talet passar olika bra till tätt och glest packade granulära material. Dock är storskaliga bulkar inte praktiskt möjligt att simulera, helt enkelt för att det ingår så många partiklar.

## Fysikaliska egenskaper
Granulära material är komplexa system eftersom de inte lätt kan approximeras med ett kontinuum. Bland annat saknar materialen en linjär elasticitet.

### Densitet

När ett glest fördelat granulärt material utsätts för horisontella vibrationer omfördelas partiklarna så att materialet blir tätare, skrymvolymen minskar och skrymdensiteten ökar. Detta skulle även kunna inträffa om man tryckte ovanifrån.
I det andra tillståndet (b) är lägesenergin lägre men materialet övergick ändå inte spontant till detta tillstånd. Det beror på att tillstånd (a) var metastabilt.

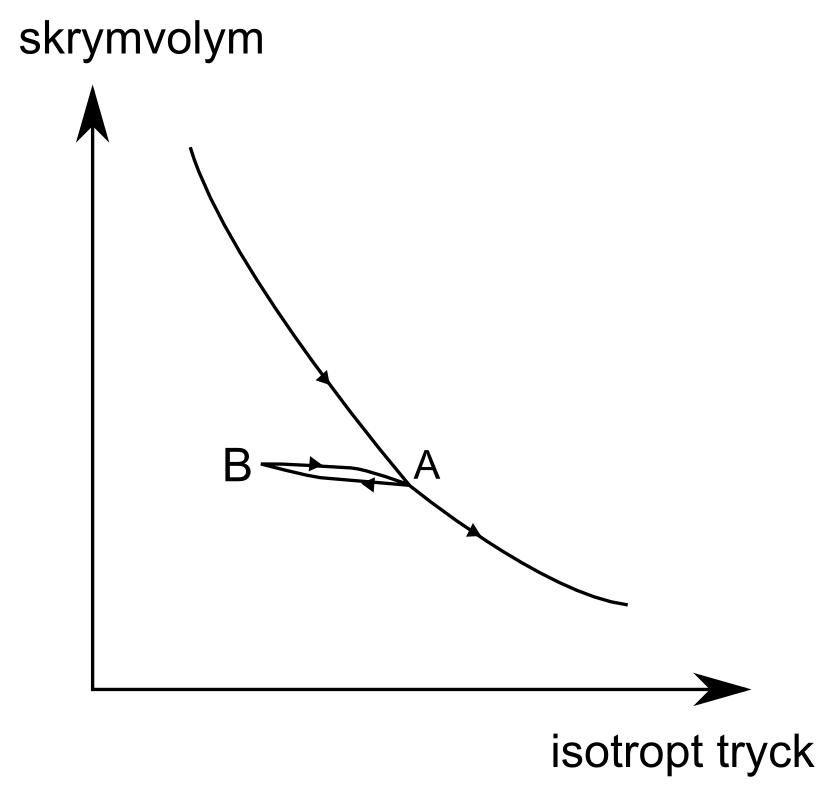
Skrymvolymen minskar när man påför ett isotropt tryck, men när man minskar trycket från ett läge (A) så utvidgas materialet knappt, eller inte alls, tillbaka (B). När man sedan ökar trycket igen går den tillbaka till (A) enligt en hysteres som dock är så liten att den ofta kan bortses från. Vad skrymvolymen är vid ett visst tryck, beror på vilken väg man tog sig dit.

För homogena solida partiklar kan densiteten för ett granulärt material skrivas som
{\displaystyle \rho _{g}=(1-\epsilon )\rho _{s}+\epsilon \rho _{luft}\ }
där {\displaystyle \epsilon } är materialets porositet, det vill säga kvoten mellan porvolymen och kornens totala volym (eller andelen mellanrumsluft (interstitiell gas) av skrymvolymen). För att precisera kallas denna densitet för skrymdensitet. Densiteten för den interstitiella luften {\displaystyle \rho _{luft}} är oftast mycket lägre än den för kornen och kan därför vanligen försummas. Solidens densitet kan såklart variera under olika tryck, men oftast så litet att {\displaystyle \rho _{s}} kan anses konstant för ett givet material. Dock förändras materialets densitet avsevärt vid yttre tryck på grund av att kornen omplacerar sig så att portalet {\displaystyle \epsilon } minskar. Det är dock inte säkert att materialet utvidgar sig när man avlägsnar det yttre trycket. Man säger att packningen ger upphov till kvarstående deformationer. Således beror inte {\displaystyle \epsilon } bara på det nuvarande trycket utan även på materialets tryckhistorik.
Hur mycket ett material kan pressas för att minska skrymvolymen kallas dess pressbarhet eller kompressibilitet. Om en vattenmättad jord pressas samman så måste vattnet pressas ut ur jorden, detta kallas för konsolidering.
En parameter för att beskriva densiteten lokalt är koordinationstalet (medelantalet kontakter som ett korn har med andra korn).

### Metastabilitet
Ett granulärt system kan vara i metastabila tillstånd, vilket betyder att det är i ett statiskt läge med högre energi än ett annat tillstånd utan att spontant övergå till detta andra tillstånd med lägre energi. Ett exempel är det glest fördelade materialet som har totalt högre lägesenergi än det mer packade, men ändå går materialet inte över till denna form utan att energi tillförs i form av exempelvis vibrationer. Detta är en följd av att den termiska rörelseenergin i molekyler är mycket mindre än den energi som krävs för att flytta ett korn 1 diameter uppåt, vilket resulterar i att boltsmannkonstanten för granulära material är ungefär noll. De kan alltså inte "vibrera" sig ur metastabila tillstånd utan extern kraft.

### Inre stabilitet

Vikten från det markerade kornet lyfts upp av de korn som den nuddar, som i sina turer lyfts upp av andra korn. Det bildas kedjor av interpartikulära krafter, som bland annat gör att man kan stå på sand. Krafterna transmitteras till behållarens sidoväggar och botten.

Om alla korn i ett granulärt materials kornskelett är bärande så sägs det ha en inre stabilitet. Ett korn är bärande om det förmedlar krafter mellan andra korn. I ett granulärt material med varierande kornstorlek kan mindre korn ligga löst i större porer (håligheter) och då är materialet inte inre stabilt. Om man skulle genomspola ett icke inre stabilt granulärt material med vatten så skulle de lösa kornen transporteras tills de fastnar i en öppning som är trängre än kornets storlek. När man bygger filter med granulära material vill man inte att sträckan som transport av korn på detta sätt sker ska vara längre än filtrets tjocklek, för att undvika att korn spolas ur filtret och ger det en grövre och försämrad filterfunktion.
För att undersöka och mäta ett granulärt materials inre stabilitet kan man genomspola det med vatten ovanifrån samtidigt som man utsätter det för mindre vibrationer. Man kan då undersöka om finare partiklar spolas ur materialet.
Ju kraftigare kornen i ett granulärt material trycker mot varandra (interpartikulär kraft) desto styvare blir materialet. När ett granulärt material belastas kan det antingen packas och bli styvare (kontraktant beteende) eller svälla (åt sidorna) (dilatant beteende). Man skulle kunna säga att kontraktant beteende är konvergent då det slutar i elastiska deformationer, medan dilatant beteende är divergent där deformationen är plastisk och kommer att accelereras.

### Centralt tryckminimum
I motsats till vätskor, exempelvis vatten, har en kon med granulärt material oftast inte ett tryck vid botten som är proportionellt mot höjden vid varje punkt. Om det varit så hade trycket varit som störst under konens topp, men istället har vissa granulära material (så som sand, små glaskulor och en blandning av små och stora glaskulor) ett tryckminimum där. Högar med blyhagel, stora glaskulor med varierande friktionskoefficient och mjöl, har dock inte uppvisat något tryckminimum under centrum vid experiment.
Det centrala tryckminimumet beror på att partiklarna håller upp varandra i bågar. Ofta blir trycket som störst mitt emellen konens ytterkant och dess centrum.

### Porundertryck och medelspänning (på grund av fuktinnehåll)
Vatten och fuktighet försämrar ett granulärt materials hållfasthet och bärighet eftersom de interpartikulära krafterna minskar. Om materialet blir mättat med vatten försvinner porundertrycket helt. Stora korn ger upphov till stora porer. Sådana material kräver mer vatten för att mättas och vattnet kan lättare rinna undan. Om finkornigt material täpper till porerna blir materialet känsligare för fukt eftersom det blir lättare att vattenmätta. Små korn kan också suga in vatten i materialet som en effekt av kapillärkrafter.

### Rasvinkel

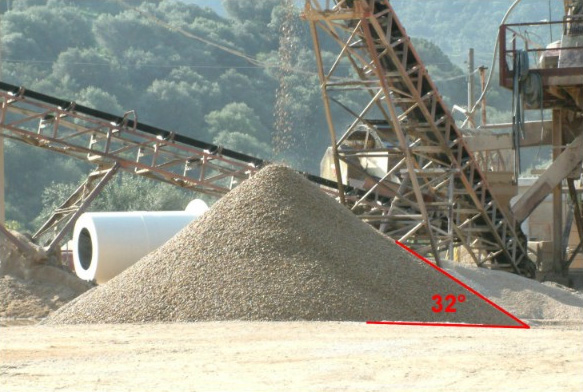
Sand som hällts ut och bildat rasvinkeln 32°.

Ras i stora granulära massor sker ofta i de yttersta lagren medan de inre partiklarna ligger stilla opåverkade.
Rasvinkel (ibland (kritisk) friktionsvinkel, på vissa språk vilovinkel) är den maximala vinkel som ett granulärt material kan stackas i utan att ras sker. Det är den vinkel som granulära material antar när de får falla fritt mot ett plant underlag. Detta är en materialegenskap. För sand är den mellan 25° och 35° och för släta glaskulor mellan 23° och 25°.

## Avblandning

När en granulär blandning med korn av olika storlek men med liknande densitet skakas så hamnar de största kornen överst.

När ett granulärt material med en blandning av olika korn skakas så kommer det att avblanda sig, kornen kommer att separera sig i olika grupper beroende på mekaniska olikheter som storlek, form, densitet och friktionstal. Om alla korn har ungefär samma densitet kommer de stora kornen till slut att hamna överst vid vertikala skakningar (Paranöt-effekten), men vid ett visst förhållande mellan densitet och kornstorlek, när de stora kornen har högre densitet än de små, så kan det motsatta hända: de små kornen hamnar till slut överst.
Avblandning förekommer även när man har två typer av korn i en roterande cylinder (trumla). Vid hög konstant rotationshastighet kommer centrifugalkraften att dominera över gravitation och de stora/tunga kornen kommer att dras mot trumlans ytterkant. Vid låg rotationshastighet kommer de stora/tunga kornen istället att ansamlas nära trumlans centrum. Om man låter trumlans rotationshastighet variera periodiskt kan kornen avblanda sig i olika blombladsmönster.
Om en granulär blandning av olika kornstorlekar hälls på ett plant underlag så kan lutande lager bildas i konen. Dessa lager är parallella med konens mantelyta, och innehåller omväxlande stora och mindre korn. Denna effekt kallas för julgranseffekten (på engelska Christmas Tree Effect).
Vid konstgödsling med maskin kan en sådan här separation av fina och grova partiklar negativt påverka spridarens utmatning och orsaka en ojämn spridning.

## Granulär mönsterbildning
När en tillräckligt stor kraft, såsom vibrationer, vind, gravitation och skjuvningar, påverkar ett granulärt material kan det övergå från en mer fast form till flytande eller rinnande form och olika ordnade mönster kan uppstå. Exempel på sådana mönster är sanddyner.

### Vibrationsmönster

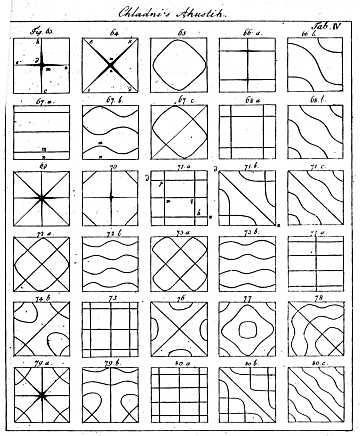
Teckningar av Ernst Chladni visar mönster som bildas av sand placerat på en kvadratisk metallplatta när det utsätts för vibrationer.

Vibrationsmönster framstår ur granulära material som ligger på en vibrerande skiva, ett membran. När membranet vibrerar placerar sig kornen i ett visst mönster som beror på:
- kornform och kornstorlek,
- tjockleken på materialet i förhållande till kornens diameter (till exempel 5,5 korndiametrar tjockt),
- förhållandet mellan systemets area och tjocklek,
- hur fort membranet vibrerar (oscillationsfrekvensen) och
- med vilken amplitud membranet vibrerar.

#### Enkellagrigt
De första observationerna av mönsterbildning i vibrerande lager av granulära material gjordes av Ernst Chladni 1787 och Michael Faraday 1831. De upptäckte att kornen ansamlas längs linjer i membranet. Faraday upptäckte att dessa linjer stämmer överens med vissa av det vibrerande membranets nodlinjer, det vill säga där membranet vibrerar som minst.
Faraday var även först med att poängtera betydelsen av insterstitiell gas som vid experiment med små korn gjorde att kornen istället ansamlades vid bukområden, där membranets oscillationer hade som störst amplitud. Detta beror på att vibrerande membran ger upphov till konvektionsströmmar, och dessa transporterar kornen till bukområdena. Denna parameter börjar spela in när kornens gränshastighet i fallen är i jämförelse med membranets hastighet. Vid en vibrationsfrekvens på 50 Hz sker detta då kornen är 10 till 20 mikrometer (µm) i diameter. På grund av slika påverkningar är det vanligt (särskilt med små korn med diameter under 100 µm) att experimenten utförs i lufttömda behållare för att den omgivande luften inte ska påverka experimentet.

#### Flerlagrigt
Under 1980-talet förnyades intresset i mönsterbildning på vibrerande membran, särskilt på grund av att ny teknik och nya metoder för att samla in data hade utvecklats. Vanligt i de nyare experimenten är en tjocklek på 10 till 30 partikeldiametrar. Under dessa förhållanden har en uppsjö olika mönster observerats vid olika kombinationer av material och vibrationsfrekvenser. Däribland rektangulära och hexagonala rutmönster och linjer. Vid parametrar inom ett visst litet intervall kan de lokala fenomenen oscilloner bildas. De visar sig som ett lokalt område där kornen varannan vibration omväxlande bildar en topp eller en dal med en liten kant.

## Bilder

Konvektion hos granulat i cylindrisk respektive konisk behållare.
Ett granulärt material fastnar när det försöker passera genom en smal öppning (tratt) på grund av att det bildas bågar.
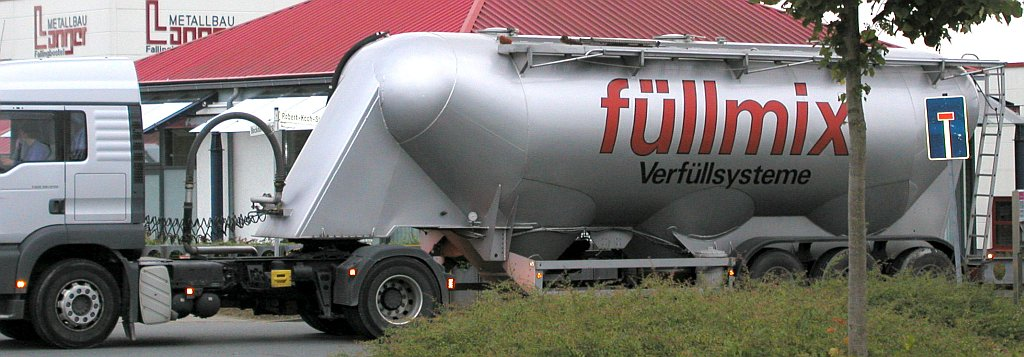
Granulat kan levereras med tankbilar.